# Bekyňovití
Bekyňovití (Lymantriidae) je čeleď motýlů, kterou popsal poprvé v roce 1893 George Francis Hampson. Na celém světě se vyskytuje přibližně 2600 druhů (údaj k roku 2009). Areál rozšíření je vázán převážně na listnaté a jehličnaté lesy. Zástupci svým vzhledem připomínají můry, k čemuž přispívá i jejich nízká barevná variabilita; druhy obývající tropy bývají zbarvené pestřeji.

Morfologicky se jedná o malé až středně velké motýly se zavalitým, hustě ochlupeným tělem a širokými křídly. Zpravidla se vyznačují pohlavním dimorfismem – samice se od samců liší barvou a kresbou a také hustě ochlupeným koncem zadečku (těmito chlupy při kladení přikrývají snůšku vajíček). Samice některých druhů mají redukovaná křídla (v ČR například štětconoš trnkový nebo smutník jílkový). Housenky jsou chlupaté a na hřbetě mívají ochlupené bradavky.

Z hlediska hospodářského významu jsou někteří zástupci této čeledi ve střední Evropě hodnoceni jako škůdci, u kterých může docházet k dočasným populačním gradacím.
Čeleď bekyňovitých se dále dělí na triby:
- Arctornithini (Holloway, 1999)
- Leucomini (Grote, 1895)
- Lymantriini (Hampson, 1893)
- Nygmiini (Holloway, 1999)
- Orgyiini (Wallengren, 1861)